# Haverdal
Haverdal est une localité de Suède située dans la commune de Halmstad du comté de Halland. Elle couvre une superficie de 2,51 km2. En 2010, elle compte 1 437 habitants.